# 五十万打儿汉台吉
五十万打儿汉台吉（?—?），又作五十万打力台吉，孛儿只斤氏。16世纪至17世纪蒙古右翼土默特部領主，俺答汗曾孫，辛愛黃台吉之孙，撦力克的第二子。
五十万打儿汉台吉驻牧于大同边外，与明朝互市与新平市口。他有两个儿子，长子名叫五班南台吉，和撦力克的长孙卜失兔一起游牧。